# Asthenargus carpaticus
Asthenargus carpaticus är en spindelart som beskrevs av Weiss 1998. Asthenargus carpaticus ingår i släktet Asthenargus och familjen täckvävarspindlar.
Artens utbredningsområde är Rumänien. Inga underarter finns listade.